# RDECOM
RDECOM (англ. United States Army Research, Development, and Engineering Command) — Командування сухопутних військ США з досліджень, розробок та інженерінгу. Засновано у 2003 р.
З 2018 р. підпорядковувалося Army Futures Command (AFC). У 2019 р. реорганізовано в CCDC (англ. United States Army Combat Capabilities Development Command) — Командування сухопутних військ США з розвитку бойових спроможностей.
Штаб-кваратира знаходилася на Абердинському випробувальному полігоні (штат Меріленд).
В RDECOM працювало близько 13 тисяч вчених, інженерів та обслуги.

## Структура
До складу RDECOM входили одна дослідна лабораторія (англ. U.S. Army Research Laboratory, ARL), а також 6 центрів з досліджень, розробок та інженерінгу:
- англ. U.S. Army Edgewood Chemical Biological Center (ECBC),
- англ. U.S. Army Natick Soldier Research, Development and Engineering Center (NSRDEC),
- англ. U.S. Army Tank Automotive Research, Development and Engineering Center (TARDEC),
- англ. U.S. Army Aviation & Missile Research, Development and Engineering Center (AMRDEC),
- англ. U.S. Army Armaments Research, Development and Engineering Center (ARDEC),
- англ. U.S. Army Communications-Electronics Research, Development and Engineering Center (CERDEC).